# Лайки
Ла́йки — общее название пород охотничьих собак северной лесной зоны Европы, Азии и Северной Америки. Относится к группе шпицев и их прототипов. Голова клинообразной формы, стоячие остроконечные уши, загнутый кольцом хвост, рост в холке от 38 до 63 см. Шерсть прямая, подшёрсток густой, окраска различная.
Лайки используются для охоты на медведя, пушных зверей (белок, соболей, куниц и других), на копытных животных (лосей и других), на лесную и водоплавающую дичь. Разыскав зверя или птицу, лайка привлекает их внимание лаем и задерживает до подхода охотника. Уходящего зверя, птицу преследует молча.

## История исследований
Так как пушной промысел долгое время оставался одним из основных экспортных промыслов на Руси, требования к охотничьей собаке предъявлялись высокие. Но если на европейской части охота становилась постепенно, в основном, аристократическим занятием, и в охоте употреблялись преимущественно гончие собаки, лайка, наиболее древняя порода охотничьих собак, осталась в наиболее сохранённом виде в районах Русского Севера и в Сибири, где она также использовалась издревле у тунгусских народов, бывших прекрасными охотниками.
Попытки исследований и работы с «северными остроушками», а именно — наладить их заводское разведение, начались в конце XIX века. Пионерами в этом деле были охотники-кинологи: князь А. А. Ширинский-Шихматов, М. Г. Дмитриева-Сулима, Г. Поплавский. Они охотились с этими собаками, публиковали статьи, пропагандирующие породу, пытались изучать и классифицировать лаек, держали небольшие питомники. Публикации этих специалистов способствовали тому, что за остроухими собаками нашего Севера утвердилось название «лайки». Марией Георгиевной Дмитриевой-Сулимой было предпринято путешествие по России через Сибирь и Дальний Восток с целью описания и покупки лучших представителей различных лаечных отродий. Результатом этой поездки явились многочисленные публикации в крупнейших журналах России, таких как «Живописная Россия» и издание отдельной книги «Лайка и охота с ней».
М. Г. Дмитриева-Сулима (1911), ссылаясь на А. А. Ширинского-Шихматова, классифицирует северных собак по этнографическому признаку и разделяет на две группы. «К первой группе причисляются лайки: зырянская, финно-карельская, вогульская, черемисская, остяцкая, тунгузская, вотяцкая, галицкая, остяцкая, норвежская, бурятская, сойотская. Вторая группа: лапландская, самоедская». Вообще А. А. Ширинский-Шихматов считал, что «разновидностей лаек существует столько же, сколько существует инородческих племён на Севере, причем разновидности эти настолько резко отличаются внешними признаками своими одна от другой, обладают настолько установившимися, каждая в отдельности, присущими им особенностями, что деления их не могут вызвать каких бы то ни было споров и разногласий». Кроме выделяемых А. А. Ширинским-Шихматовым 13 лаек в своей основательной работе «Лайка и охота с нею» М. Г. Дмитриева-Сулима (1911) отмечает, в том числе ссылаясь на других исследователей, ещё кеврольскую, олонецкую, киргизскую, якутскую, корякскую, орочонскую, гиляцкую, башкирскую, монгольскую, чукотскую лаек, собаку гольдов, юкагиров, а по географическому признаку ещё и томскую, вилюйскую, березовскую — сургутскую, колымскую, печорскую лайки, полярную собаку. Впоследствии, как пишет А. П. Мазовер, когда началось систематическое изучение пород лаек, «была установлена ошибочность этнографической классификации лаек и определено, что большинство указанных А. А. Ширинским-Шихматовым пород никогда не существовало».
В 1925 году были утверждены первые «Стандарты промыслово-охотничьих собак»: зырянской, карельской, вогульской, остяцкой и вотской (вотяцкой) лаек.
На Первой всесоюзной выставке охотничьих собак 1928 года лайки были представлены очень широко, что доказывало их популярность у охотников.
В 1939 году были приняты пять временных стандартов лаек: финно-карельской, карельской, коми (зырянской), хантейской (остяцкой) и мансийской (вогульской).
Великая Отечественная война прервала эту работу, поголовье собак значительно сократилось. Во время войны десятки тысяч лаек были вывезены из районов Урала и Западной Сибири, их широко использовали для санитарно-ездовой работы, транспортирования грузов, как подрывников и миноразыскных собак. Но стране требовалась пушнина, и уже во время войны, в 1943—1944 годах было принято решение организовать питомники охотничьих собак. В послевоенное время под руководством Главного управления охотничьего хозяйства при Совмине СССР были обследованы основные районы охотничьего промысла, живущие там собаки прошли выводки, было создано 65 питомников, в 17 из них содержались только лайки.
Столь мощно организованное заводское разведение потребовало пересмотра существующих стандартов и создания новой породной классификации. Она была предложена в 1947 году научным сотрудником ВНИИОЗ Э. И. Шерешевским. Новую классификацию приняло Всероссийское кинологическое совещание 1947 года. В 1949 году были приняты четыре временных стандарта: карело-финской лайки (тогда она носила название русско-финской), русско-европейской, западносибирской и восточносибирской.
В 1954 году кинологический совет Главохоты РСФСР утвердил постоянные стандарты первых трёх пород.
Нередко к лайкам относят также ездовые породы (хаски, самоед и другие).

## Породы лаек

### Российские заводские породы лаек
Породы лаек:
- Русско-европейская лайка (стандарт МКФ № 304),
- Восточносибирская лайка (стандарт МКФ № 305),
- Западносибирская лайка (стандарт МКФ № 306),
- Карело-финская лайка (Ленинград и Карелия); была признана российскими кинологами и известна за рубежом, но не входит в классификацию МКФ). В 2005 году в соответствии с соглашением между РКФ и Финским кеннел-клубом порода признана идентичной породе Финский шпиц.

Названия перечисленных пород на официальных языках МКФ следуют русской терминологии и используют слово laika.

### Российские аборигенные породы лаек
- Ненецкая лайка (оленегонный шпиц)
- Якутская лайка (порода признана РКФ в 2006 году и признана МКФ в 2019 году[3])
- эвенкийская лайка

### Европейские породы лаек
Существуют также и другие породы лаек, в том числе признаваемые МКФ за федерациями других стран:
- финский шпиц (финская птичья собака; Финляндия, фин. Suomenpystykorva; стандарт МКФ № 49) — порода, близкая к карело-финской; в 1979 г. объявлена национальной породой Финляндии;
- карельская медвежья собака (Финляндия, фин. Karjalankarhukoira; стандарт МКФ № 48) — порода, родственная русско-европейской;
- норвежский серый элкхунд (Норвегия, норв. Norsk elghund grå; стандарт МКФ № 242) — порода, считающаяся национальной породой Норвегии;
- норвежский чёрный элкхунд (Норвегия, норв. Norsk elghund sort; стандарт МКФ № 268) — сравнительно новая порода, выведенная из норвежского серого элкхунда.
- норвежский бухунд (Норвегия, стандарт МКФ № 237);
- норботтен шпиц (Швеция, стандарт МКФ № 276);
- ямтхунд (Швеция, стандарт МКФ № 42);
- шведский белый элкхунд (Швеция, МКФ непризнан);
- хеллефорсхунд (Швеция, МКФ непризнан).